# Greg Hokanson
Greg Hokanson – był pierwszym perkusistą w Fecal Matter (razem z Kurtem Cobainem - Nirvana i z Dalem Croverem - The Melvins) oraz grał w Point Blank.

## Lata działalności
- Fecal Matter - (1985-1986)
- Point Blank - (~2009 (grał w albumie Fight On!))